# Белогрудовская культура
Белогрудовская культура — археологическая культура оседлого населения позднего бронзового века (XI—IX века до н. э.). На территории между Днестром и Днепром наследует сосницкой и комаровской культурам. Открыта в начале 1920-х годов в Белогрудовском лесу недалеко от города Умань Черкасской области. Памятники белогрудовской культуры сосредоточены вдоль среднего течения Днепра (включая окрестности Киева) и в верхней части бассейна Южного Буга.
Для белогрудовской культуры характерно широкое использование наряду с бронзовыми каменных орудий труда (серпы с кремнёвыми вставками, шлифованные топоры). Для керамики характерны сосуды тюльпановидной формы (сосницко-комаровский след), украшенные в верхней части гладким валиком; черпаки, кубки с зубчатым орнаментом. Основными занятиями людей белогрудовской культуры были земледелие и скотоводство.
Этническая принадлежность не установлена. Белогрудовская культура послужила основой для формирования чернолесской культуры.